# Naissance en 1308
Naissance
- 1304
- 1305
- 1306
- 1307
- 1308
- 1309
- 1310
- 1311
- 1312

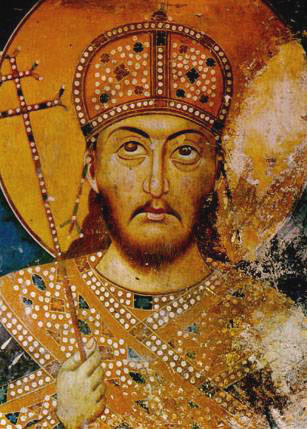
Stefan Uroš IV Dušan, né vers 1308.

Cette page dresse une liste de personnalités nées au cours de l'année 1308  :
- 1er ou 2 mai : Jeanne III de Bourgogne, ou Jeanne de France, duchesse de Bourgogne, comtesse de Bourgogne et d’Artois.

- Georges II, prince de la Rus' de Halych-Volodymyr.
- Mastino II della Scala, condottiere et un homme politique italien.
- Morinaga, un des fils de l'empereur Go-Daigo et un des acteurs majeurs de la restauration de Kemmu.
- Michele Morosini, 61e doge de Venise.

date incertaine (vers 1308)
- Stefan Uroš IV Dušan, ou Étienne Douchan, roi de Serbie puis empereur des Serbes et des Romains.
- Wang Meng, peintre chinois.

## Crédit d'auteurs
- Cet article est partiellement ou en totalité issu de l'article intitulé « 1308 » (voir la liste des auteurs).